# Bryum microcalophyllum
Bryum microcalophyllum är en bladmossart som beskrevs av Philibert 1899. Bryum microcalophyllum ingår i släktet bryummossor, och familjen Bryaceae. Inga underarter finns listade i Catalogue of Life.